# Aristaeopsis edwardsiana
El carabinero o gamba carabinero (Aristaeopsis edwardsiana) es una especie de crustáceo decápodo de la familia Aristeidae. Es de aspecto similar a los langostinos y gambas, aunque es bastante más grande. De fuerte coloración rojo oscuro, tiene un cuerpo alto y aplastado lateralmente y una cabeza igualmente alargada. Su tamaño puede alcanzar los 30 cm.

## Descripción
Habita en los fondos de arena y fango del talud continental a profundidades que oscilan entre los 500 y los 2.000 m, y se alimenta de restos orgánicos.
Cuando empieza la época de reproducción las hembras pueden llegar a depositar entre trescientos mil y un millón y medio de huevos. De aquí salen las primeras larvas que solamente miden medio milímetro, nadan gracias a sus apéndices cefálicos, y forman parte del plancton marino. Una vez que dejan de ser larvas, abandonan el plancton y se desplazan hacia el fondo, al sustrato blanco. En esta etapa se vuelven voraces y se desarrollan en muy poco tiempo. Su cefalotórax, de gran tamaño, es muy sabroso y resulta excelente en la preparación de salsas, sopas y cremas, a las que aporta un bonito color y excelente sabor.

## Usos gastronómicos

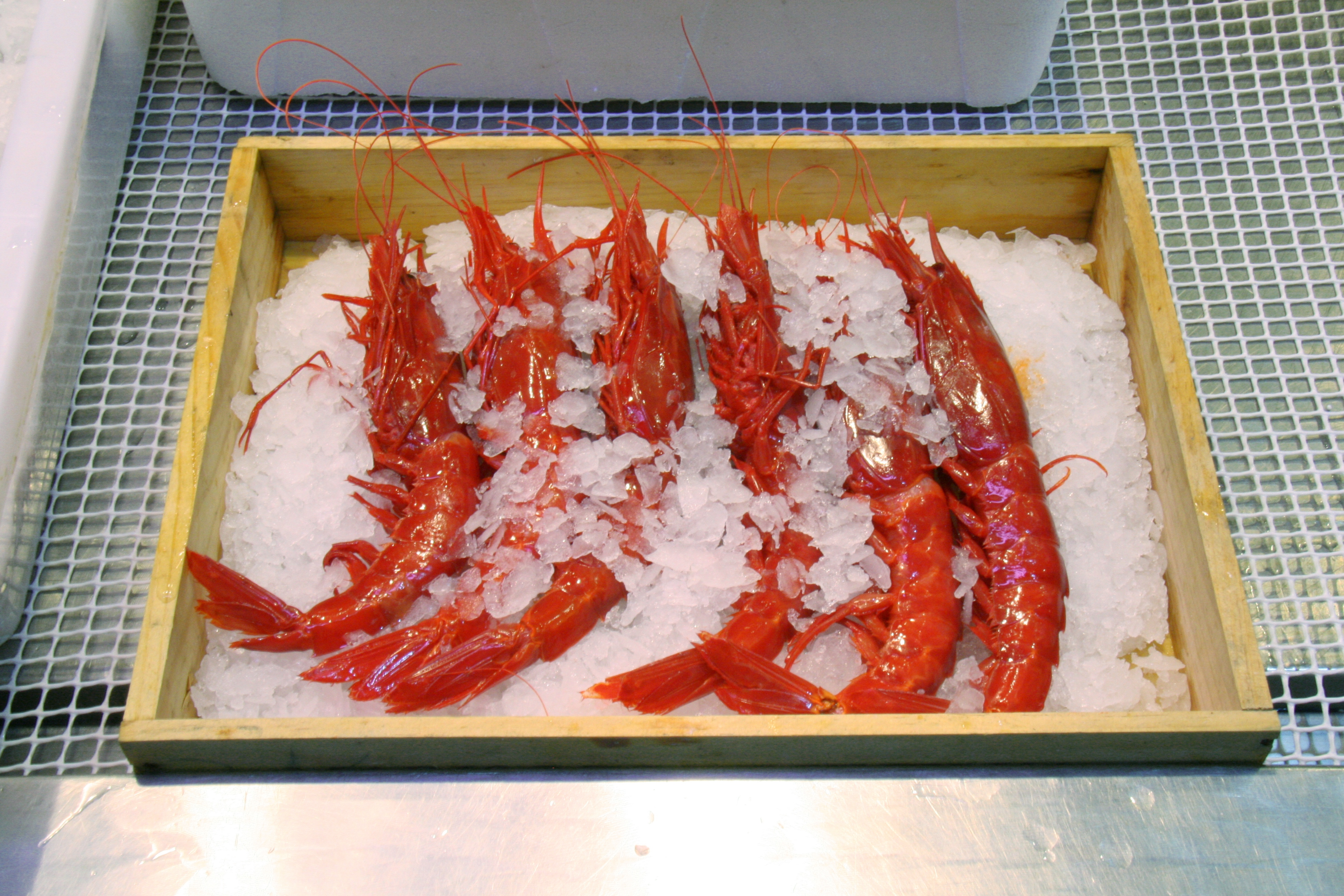
Carabineros

El carabinero es una especie habitual en los mercados españoles, y en ocasiones se puede confundir con el langostino moruno, que es de calidad culinaria similar.
La mayoría de las capturas proceden del sur de la península ibérica, y se llevan a cabo de manera homogénea a lo largo de todo el año. Es especialmente exquisito cocinado a la plancha, solamente con sal.
En la zona comprendida entre Tarifa y Conil, en la provincia de Cádiz, se lo consideró como alimento común para las familias con menos recursos, dada su extrema abundancia. Si bien desde hace décadas, la sobreexplotación y sus exquisitas cualidades culinarias le han convertido en uno de los mariscos más caros de la mesa.